# Apotrechus illawarra
Apotrechus illawarra är en insektsart som beskrevs av Rentz, D.C.F. 1990. Apotrechus illawarra ingår i släktet Apotrechus och familjen Gryllacrididae. Inga underarter finns listade i Catalogue of Life.